# Авъл Цецина Тацит
Авъл Цецина Тацит (на латински: Aulus Caecina Tacitus) е политик и сенатор на Римската империя през 3 век.

## Биография
Произлиза от фамилията Цецинии. Започва кариерата си като квестор candidatus, претор candidatus, praeses provinciae Baeticae (управител на провинция Бетика), консул и septemvir epulonum.
Цецина, според новите изследвания, се приема, че той е консулът през 273 г. вместо император Марк Клавдий Тацит.